# 井上良馨
井上 良馨（いのうえ よしか、弘化2年11月3日（1845年12月1日） - 昭和4年（1929年）3月22日）は、明治期の日本の海軍軍人。薩摩国（現鹿児島県）出身。階級は元帥海軍大将。位階は従一位。勲等は大勲位。功級は功二級。爵位は子爵。

## 生涯

### 海軍経験を重ねる

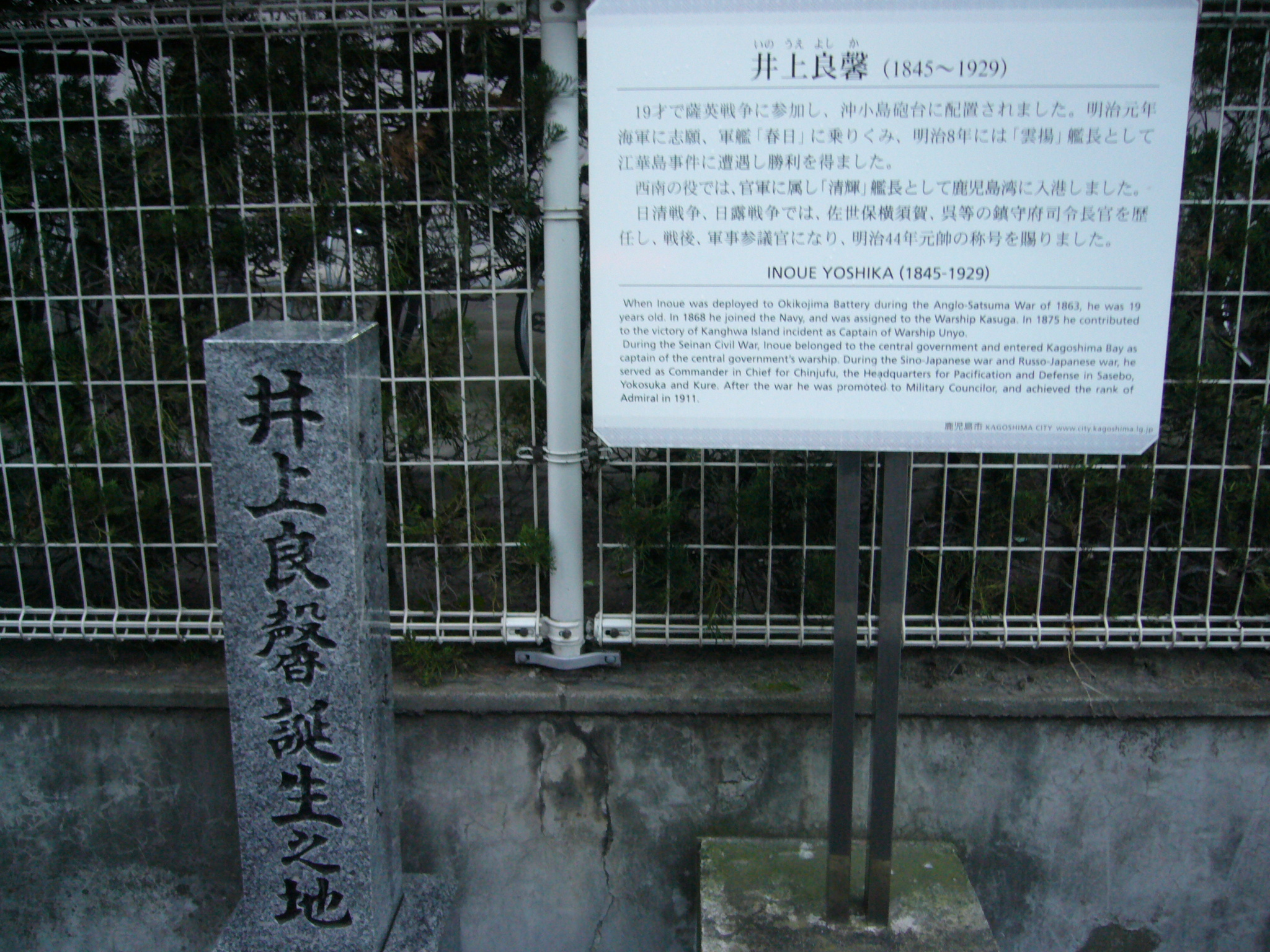
誕生碑（鹿児島市加治屋町）

薩摩藩士・井上七郎の長男。幼名は直八。同郷で6歳年下の井上良智海軍中将との血縁はない。名前がよく似ている長州出身の井上馨とも関係がない。
文久3年（1863年）8月に勃発した薩英戦争で初陣を飾り、野津鎮雄（後に陸軍中将）の指揮下で沖小島砲台の警備に就いた。この戦いで薩摩藩はすべての砲台を艦砲射撃で破壊され、9名の死傷者を出した。物的被害に比べて格段に少ない人的被害の中に井上も含まれ、弾丸の破片で左腿貫通の重傷を負った。井上はこの怪我で恐れをなすどころか、イギリス海軍の破壊力と機動力に魅了され、陸軍から海軍に転向することを決意して治癒に励んだ。完治と同時に薩摩藩海軍に入隊し、船乗りとしての基礎訓練を受けた。

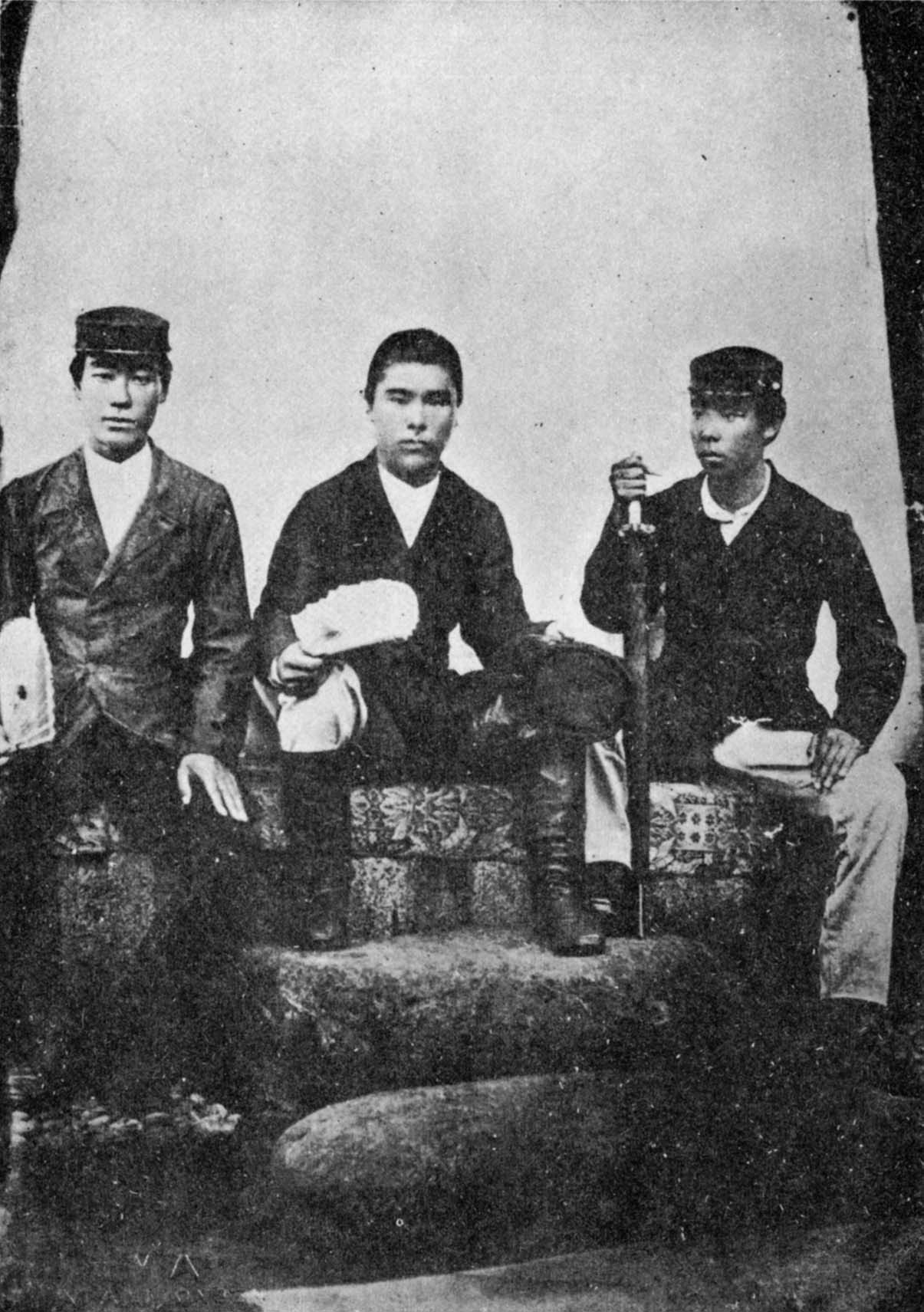
春日丸乗組士官。
（左から）井上良馨、谷元良助、黒田喜左衛門。

慶応4年（1868年）より「春日艦」の小頭を命じられ、戊辰戦争に参戦した。上官に勝海舟門下生の伊東祐亨がおり、大いに影響された。新政府での井上の経歴は伊東の経歴と非常に似通っており、日清戦争の戦功で伊東が突き放すまで、両者はほぼ同時に昇進している。明治3年（1870年）に軍艦を政府の所有物と定めるまでは、新政府海軍の軍艦は各藩の所有物とされていたため、井上は新制度制定まで「春日艦」に乗り続けた。したがって春日艦が戦列に加わった慶応4年1月の阿波沖海戦、明治2年（1869年）3月の宮古湾海戦、4 - 5月の箱館戦争にすべて参加している。
新制度制定に合わせて「龍驤」乗組に代わり、中尉に任官。「龍驤」で経験を重ね、副長に任命されるとともに少佐まで昇進した。明治5年（1872年）、「春日」艦長に就任。「春日」艦長を2年間勤める。この期間、郷土の名士であった西郷隆盛の征韓論に共鳴したが、新政府海軍の職分を重んじ、西郷に随行することなく「春日」艦長に留まった。任期中に佐賀の乱・台湾出兵が連続して起きたが、春日は鎮圧部隊に召集されなかったため、井上も従軍していない。
明治7年（1874年）10月、艦長として「雲揚」に着任した。政府は朝鮮王朝に外圧をかけるべく、翌8年（1875年）5月に「雲揚」と「第二丁卯」を派遣した。征韓論者である井上は嬉々として釜山に乗り込み、示威砲撃訓練や無断測量などの挑発を重ねて朝鮮西岸へ進出した。同年9月15日、江華島砲台は遂に井上の挑発に屈して反撃し、「雲揚」が応戦して砲台を陥落させた。いわゆる江華島事件である。砲台を陥落させた井上は早速「雲揚」を帰国させ、長崎より顛末を川村純義中将に報告した。
10月、「雲揚」から建造中の「清輝」に乗り代わり、3隻目の艦長となった。「清輝」艦長時代は中断をはさみ4年弱もの長期に渡る。この間に西南戦争が始まり、西郷に共鳴しつつも新政府海軍の中堅士官である井上は、新政府軍を率いて故郷と戦う決意をした。西南戦争は陸軍主導の内戦であり、海軍のできることは海上輸送と沿岸砲撃支援ぐらいであった。井上が指揮する「清輝」は主に宮崎方面で行動し、激戦に加わることはなかった。都城方面に薩軍が進入し、延岡と鹿児島の連絡路が分断された際に、細島から鹿児島へ海路緊急輸送を行ったのが目立つ行動である。

### 現場から軍政に転換
9月24日早朝、西郷が自決して7ヶ月の内乱は終わった。ようやく平穏を取り戻した明治11年（1878年）1月、井上は「清輝」とともにヨーロッパへ出航した。西南戦争が勃発したために実施できず先送りされていた「清輝」のテスト航海を実施するためである。「清輝」は初めて日本が製造した軍艦であり、井上は建造中から艦長に任じられ、装備や船体のチェックを担当していた。井上の指揮下、「清輝」は3ヶ月で日欧間を無事に往復し、国産艦でも充分な航行性能を持つことを実証した。
明治12年（1879年）に辛苦を共にした「清輝」を降り、「東」・「浅間」・「扶桑」の各艦長を歴任。「扶桑」艦長就任直前の明治15年（1882年）6月に大佐へ昇進した。明治17年（1884年）2月から10ヶ月間、初めての陸上勤務となる海軍省軍事部次長を務める。この辺りから、ともに艦長職を歴任してきた伊東祐亨と井上の地位に変化が出始める。
伊東は艦長からそのまま艦隊司令官へと戦場で華々しく活躍を続け、井上は海軍省でのあらゆる実務を掌握して実行を命じる軍政官に変わった。両者は共に明治25年（1892年）12月12日に中将へ昇進しているが、明治20年（1887年）5月24日に男爵に叙せられた井上の方が政府の中では高く評価されていた。しかし伊東は連合艦隊司令長官として日清戦争を勝利に導き、井上よりも高い子爵に叙せられた上、井上より3年早く大将に昇進している。軍政の中枢である軍務局長・軍令の頂点である参謀本部海軍部長を歴任した井上の功績は決して低くはないが、どうしても伊東の活躍が目立ち、井上の活躍は地味に見えるようになった。6年にわたる少将時代の前半を伊東は常備小艦隊司令官、井上は軍務局長として過ごし、後半は互いのポストを交換した。
中将時代、井上は佐世保・横須賀両鎮守府司令長官を歴任し、日清戦争の決着がついた明治28年（1895年）2月に西海艦隊司令長官に転じた。しかし実際に一戦交えることなく、秋に常備艦隊司令長官に横滑りし、西海・常備両艦隊を合わせて1年間、最後の海上勤務を謳歌して呉鎮守府司令長官となった。これで井上は横須賀・呉・佐世保の3鎮守府すべての長官を務めたことになる。呉鎮守府長官も4年に及ぶ長期政権であった。

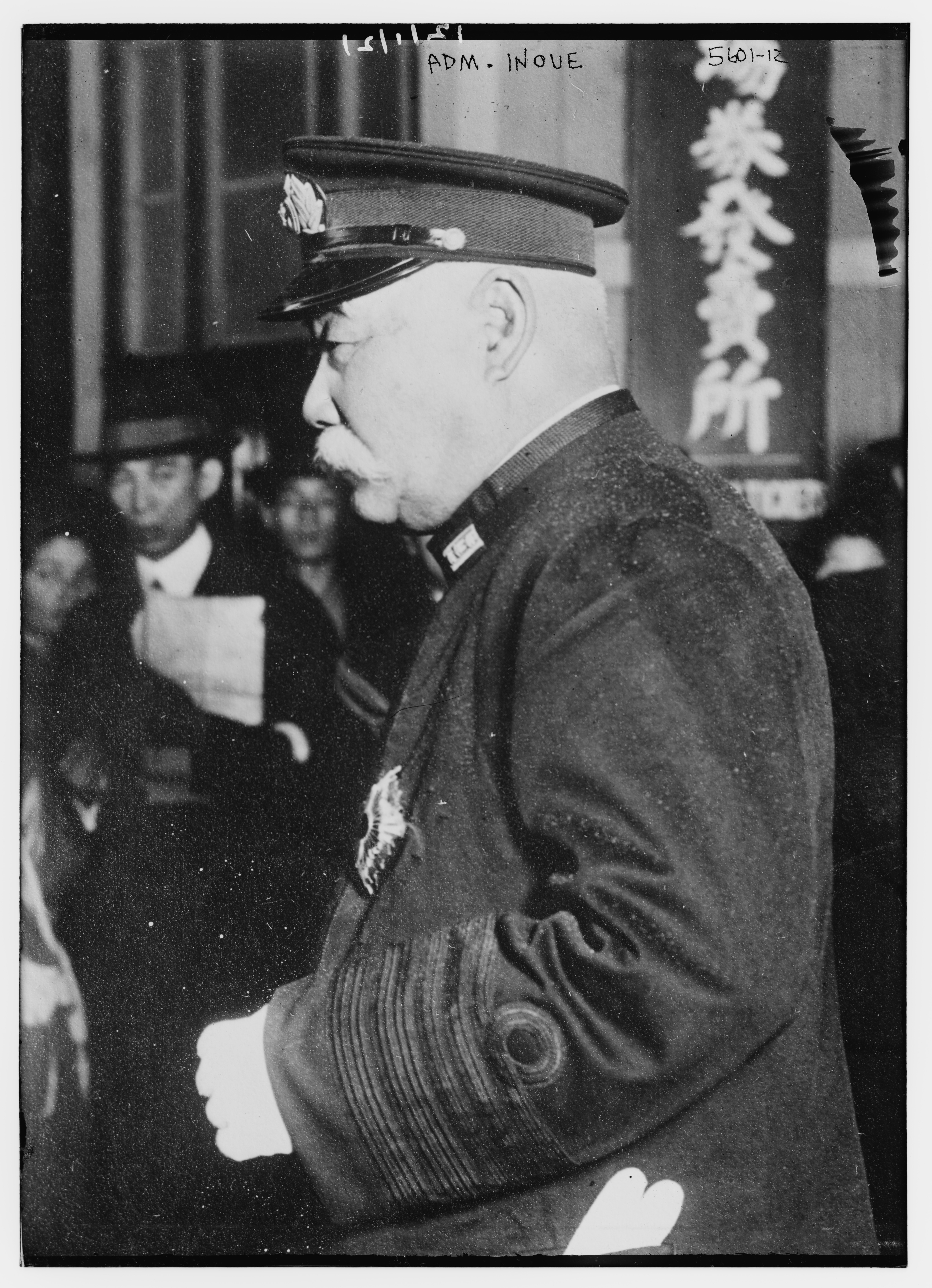
1900年代前半

明治33年（1900年）5月、最後の任務として横須賀鎮守府司令長官に就いた。このポストも日露戦争終結の明治38年（1905年）12月まで5年半にも及ぶ長期政権である。井上は二度と外戦に出ることはなかったが、任期中に室蘭鎮守府の設置案が撤回された。代わりに大湊要港部を設置するための事務処理に携わった。また日露戦争でも津軽海峡の防衛・監視を鎮守府・要港部が担うため、頻発する通商破壊対策や臨検作業に悩まされた。このポストを務めていた明治34年（1901年）12月、井上も海軍大将へ昇り詰めた。

### 退任後

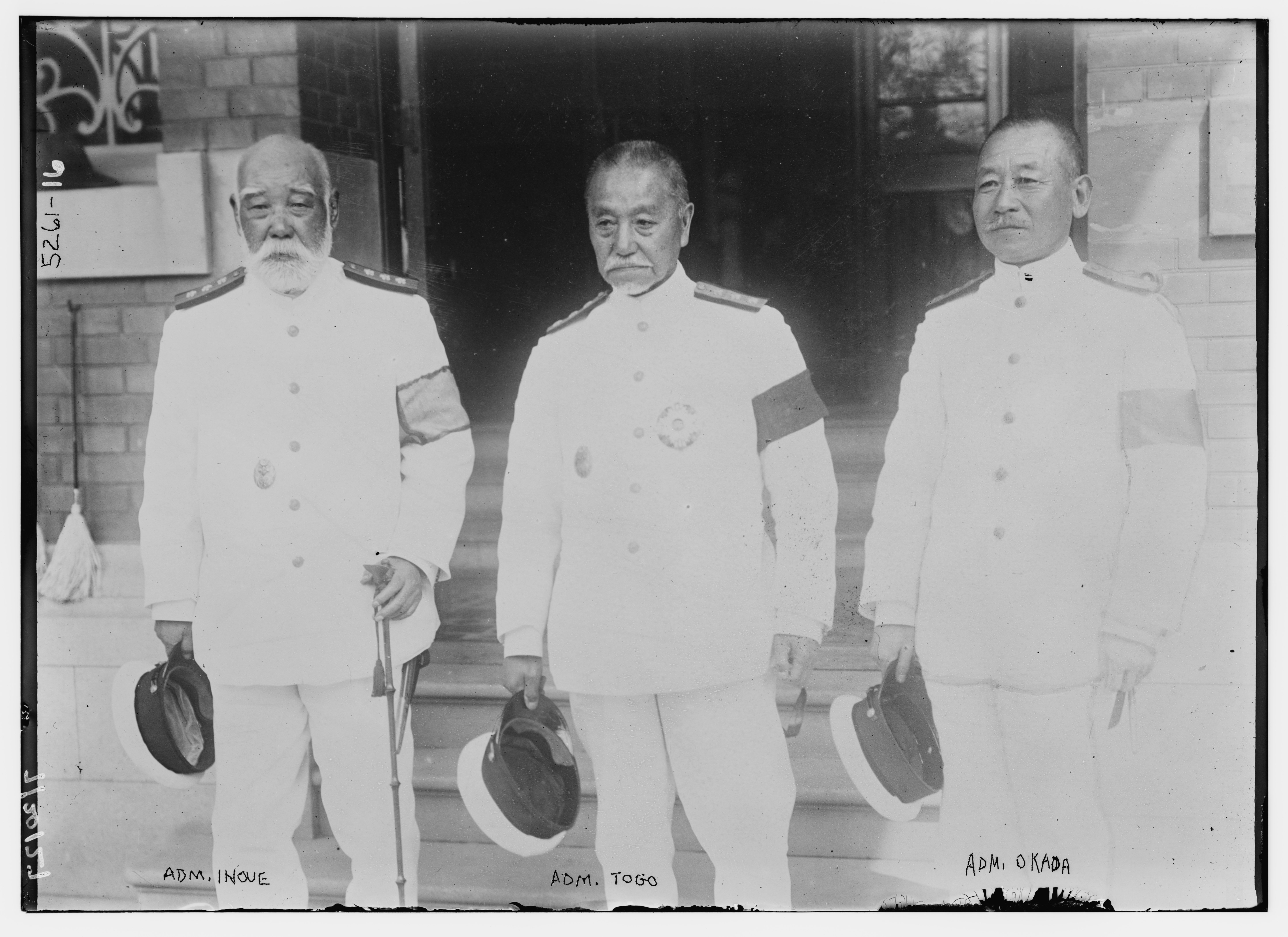
左から: 井上元帥、東郷元帥、岡田大将（1920年代）

日露戦争と共に井上は現場を去って軍事参議官に降りた。幕末から日露戦争まで足跡を残した井上に、明治40年（1907年）に子爵、明治44年（1911年）に元帥が叙せられた。元帥については、同時に叙せられた歴戦の将軍・奥保鞏陸軍大将の功績と比較され、「奥大将のおまけで元帥になった」あるいは「寺内正毅陸軍大将が井上を推したのは、将来寺内自身が元帥になるために恩を売ったのだ」などの誹謗中傷も受けている。井上自身はこの件について一切弁明していない。当時の中傷を受けて、現在でも井上の業績を過小評価する空気もある。井上の前後に元帥となった伊東祐亨や東郷平八郎の功績と井上の功績が異質なので、一概に何とも言えない。
かと言って、晩年の東郷のように、元帥の地位を振りかざし現役将校を翻弄することは無かった。せいぜい、シーメンス事件収拾のために山本権兵衛以下の幹部を追放した八代六郎海相の厳しい懲罰人事を諌めた程度である。東亜情勢の導火線に着火した血気盛んな船乗りは、晩節を汚すことなく晩年を過ごした。
1926年（大正15年）12月、天皇が最後の時を迎えた際には、東郷、奥両元帥とともに葉山御用邸に詰めることが許された。
昭和4年（1929年）3月22日に肝臓癌のため85歳で静かに生涯を終えた。没後に従一位・大勲位に叙せられ、遺骨は郷里鹿児島の郡元墓地に葬られた。
井上は自らの子爵位を一代限りとすること（一代華族論）を遺志としていたが、息子・虎はそれを覆し、襲爵手続きをした。しかし良馨の元帥刀売却など問題を起こしたため、結局爵位返上に追い込まれた。

## 栄典
位階
- 1873年（明治6年）6月25日 – 従六位[6]
- 1876年（明治9年）5月25日 - 正六位[7]
- 1886年（明治19年）10月28日 - 従四位[8]
- 1892年（明治25年）2月13日 - 正四位[9]
- 1898年（明治31年）9月20日 - 従三位[10]
- 1901年（明治34年）12月27日 - 正三位[11]
- 1907年（明治40年）2月1日 - 従二位[12]
- 1914年（大正3年）2月20日 - 正二位[13]
- 1929年（昭和4年）3月22日 - 従一位[14]

爵位等
- 1887年（明治20年）5月24日 - 男爵[15]
- 1907年（明治40年）9月21日 - 子爵[16]
- 1911年（明治44年）10月31日 - 元帥[17]

勲章等
| 受章年                     | 略綬 | 勲章名                       | 備考 |
| -------------------------- | ---- | ---------------------------- | ---- |
| 1885年（明治18年）11月19日 |      | 勲三等旭日中綬章             |      |
| 1889年（明治22年）11月25日 |      | 大日本帝国憲法発布記念章     |      |
| 1893年（明治26年）11月29日 |      | 勲二等瑞宝章                 |      |
| 1895年（明治28年）11月18日 |      | 明治二十七八年従軍記章       |      |
| 1895年（明治28年）11月21日 |      | 旭日重光章                   |      |
| 1900年（明治33年）11月30日 |      | 勲一等瑞宝章                 |      |
| 1902年（明治35年）5月10日  |      | 明治三十三年従軍記章         |      |
| 1905年（明治38年）11月30日 |      | 旭日大綬章                   |      |
| 1906年（明治39年）4月1日   |      | 功二級金鵄勲章               |      |
| 1906年（明治39年）4月1日   |      | 明治三十七八年従軍記章       |      |
| 1915年（大正4年）11月7日   |      | 金杯一組                     |      |
| 1915年（大正4年）11月7日   |      | 大正三四年従軍記章           |      |
| 1915年（大正4年）11月10日  |      | 大礼記念章                   |      |
| 1920年（大正9年）11月1日   |      | 旭日桐花大綬章               |      |
| 1920年（大正9年）11月1日   |      | 大正三年乃至九年戦役従軍記章 |      |
| 1929年（昭和4年）3月22日   |      | 大勲位菊花大綬章             |      |

外国勲章佩用允許
| 受章年                    | 国籍     | 略綬 | 勲章名     | 備考 |
| ------------------------- | -------- | ---- | ---------- | ---- |
| 1907年（明治40年）6月13日 | 大韓帝国 |      | 李花大勲章 |      |

## 家族
- 妻 - 光子（伊集院兼善の娘） [31]
- 長男 - 良雄
- 次男 - 虎
- 長女 - 秀子（松本健次郎夫人）
- 次女 - 清子（西尾雄治郎夫人）